# Weinera ghislaineae
 (septembre 2019).
Genre
Espèce
Weinera ghislaineae, unique représentant du genre Weinera, est une espèce de collemboles de la famille des Tullbergiidae.

## Distribution
Cette espèce se rencontre aux Antilles et au Mexique.

## Étymologie
Ce genre est nommé en l'honneur de Wanda Maria Weiner.

## Publication originale
- Thibaud, 1993 : Les collemboles des Petites Antilles. VI. Interstitiels terrestres et marins. Revue Française d'Entomologie (Nouvelle Série), vol. 15, no 2, p. 69-80.